# Список київських губернаторів
У список включені:
- губернатори і генерал-губернатори з 1700 по 1795 (посадова особа у цей період могла називатися або губернатором, або генерал-губернатором, інколи це були дві різни особи (наприклад Матюшкин і Шереметєв), які правили одночасно[2]);
- Київські намісники з 1781 по 1796 (цю посаду займала одна особа — П. Рум'янцев);
- Київські військові губернатори з 1796 по 1832;
- Київські військові, Подільські і Волинські генерал-губернатори з 1832 по 1865;
- Київські, Подільські і Волинські генерал-губернатори з 1865 по 1914;

Київські цивільні губернатори з 1797 (або 1796) по 1864, і київські губернатори з 1864 по 1917 винесені у окремий список, позаяк вони правили одночасно і паралельно з військовими губернаторами (з 1865 — генерал-губернаторами), з розподілом повноважень між ними.
Окрім Київської губернії, губернатори також управляли містом Києвом (до кінця XVIII сторіччя без Подолу, що знаходився у підпорядкуванні війта, згідно з магдебурзьким правом, пізніше деякі повноваження мав міський голова).
| Прізвище                  | Зображення                     | Назва посади                                                                 | Чин                    | Час правл.                          | Коментар |
| ------------------------- | ------------------------------ | ---------------------------------------------------------------------------- | ---------------------- | ----------------------------------- | --- |
| Ю. А. Фамендін            | Герб Київської губернії з 1856 | н/д                                                                          | генерал-майор          | 1700–1704                           | |
| А. А. Гулиць              | Герб Київської губернії з 1856 | н/д                                                                          | генерал-майор          | 1704–1707                           | Фактично руководил лише київським гарнизоном.                                                                                           |
| Д. М. Голіцин             |                                | н/д                                                                          | —                      | 1707–1719                           | |
| П. О. Голіцин             | Герб Київської губернії з 1856 | н/д                                                                          | —                      | 18 квітня 1719 — 1722               | |
| І. Ю. Трубецькой          |                                | н/д                                                                          | генерал-аншеф          | 1723–1729                           | |
| Шток                      | Герб Київської губернії з 1856 | губернатор                                                                   | генерал-майор          | 1729–1730                           | |
| М. А. Матюшкін            | Герб Київської губернії з 1856 | генерал-губернатор                                                           | генерал-аншеф          | 14 вересня 1730 — 1731              | |
| В. П. Шереметєв           |                                | губернатор                                                                   | генерал-лейтенант      | 1731–1737                           | |
| С. І. Сукін               | Герб Київської губернії з 1856 | н/д                                                                          | генерал-майор          | 1737–1740                           | |
| Й. Б. фон Вейсбах         | Герб Київської губернії з 1856 | генерал-губернатор                                                           | генерал-аншеф          | 19 листопада 1731 — 1735            | |
| О. І. Рум'янцев           |                                | управляющий губернськими справами                                            | генерал-аншеф          | 21 грудня 1737 — 1738               | У 1736–1740 роках — головний начальник Малоросії.                                                                                       |
| М. І. Леонтьев            | Герб Київської губернії з 1856 | генерал-губернатор                                                           | генерал-лейтенант      | 7 березня 1738–1752                 | 1741 року протягом семи місяців був Президентом Малоросійського правління, після чого знову обійняв посаду генерал-губернатора.         |
| І. І. Неплюєв             |                                | губернатор                                                                   | контр-адмірал          | 1 серпня 1740 — жовтень 1741        | |
| І. Костюрін               | Герб Київської губернії з 1856 | керуючий справами в Київській губернській канцелярії                         | обер-комендант фортеці | 29 вересня 1752 — 1758              | |
| В. Лопухін та Чичерін     | Герб Київської губернії з 1856 | н/д                                                                          | обер-комендант         | 26 січня 1758 — 1760                | У Рибакова подані одним пунктом, без пояснень.                                                                                          |
| І. Ф. Глєбов              | Герб Київської губернії з 1856 | н/д                                                                          | генерал-аншеф          | 21 вересня 1760 — 1766              | У Київ прибув лише в березні 1762 року.                                                                                                 |
| Ф. М. Воєйков             | Герб Київської губернії з 1856 | генерал-губернатор                                                           | генерал-аншеф          | 29 червня 1766 — 27 листопада 1775  | |
| П. О. Рум'янцев           |                                | генерал-губернатор; Київський намісник                                       | генерал-фельдмаршал    | 1775–1796                           | |
| М. Н. Кречетников         |                                | Київський та Малоросійський генерал-губернатор                               | генерал-аншеф          | 1790–1792                           | Тимчасово, на час хвороби П. Румянцем.                                                                                                  |
| О. А. Ігельстром          |                                | Київський, Чернігівський і Новгород-Сіверський генерал-губернатор            | генерал від інфантерії | 1793                                | Тимчасово, на час хвороби П. Рум'янцева.                                                                                                |
| С. Є. Ширков              | Герб Київської губернії з 1856 | губернатор                                                                   | генерал-поручик        | 1792–1795                           | Ділив повноваження з намісником (П. Рум'янцевим).                                                                                       |
| І. П. Салтиков            |                                | військовий губернатор                                                        | фельдмаршал            | 18 листопада 1796 — листопад 1797   | |
| А. Г. Розенберг           |                                | військовий губернатор                                                        | генерал-лейтенант      | 29 листопада 1797 — 13 березня 1798 | |
| І. В. Гудович             |                                | військовий губернатор                                                        | генерал-аншеф          | березень — квітень 1798             | Дорогою до Петербурга одержав наказ про призначення до Києва, але приїхавши до Петербурга — вже до Кам'янець-Подільського.              |
| О. А. Беклешов            |                                | Київський та Малоросійський генерал-губернатор                               | генерал от інфантерії  | 13 червня 1798 — серпень 1798       | |
| П. М. Дашков              |                                | військовий губернатор                                                        | генерал                | 31 серпня — жовтень 1798            | |
| О. А. Беклешов            |                                | військовий губернатор                                                        | генерал от інфантерії  | 24 жовтня 1798 — 7 липня 1799       | |
| С. А. Беклешов            | Герб Київської губернії з 1856 | військовий губернатор                                                        | генерал-лейтенант      | 1799                                | |
| Я. І. Повало-Швейковський | Герб Київської губернії з 1856 | військовий губернатор                                                        | генерал-лейтенант      | квітень — жовтень 1800              | |
| А. С. Фенш                | Герб Київської губернії з 1856 | військовий губернатор                                                        | генерал від інфантерії | жовтень 1800 — 1803                 | |
| О. П. Тормасов            |                                | військовий губернатор                                                        | генерал від кавалерії  | 1803–1806                           | |
| М. І. Кутузов             |                                | військовий губернатор                                                        | генерал від інфантерії | 30 вересня 1806 — березень 1808     | Формально до 1810 року. |
| М. А. Милорадович         |                                | військовий губернатор                                                        | генерал                | 1810–1812                           | Після Милорадовича протягом 15 років військові губернатори до Києва не призначалися, містом і губернією управляли цивільні губернатори. |
| П. Ф. Желтухин            |                                | військовий губернатор                                                        | генерал-лейтенант      | 1827–1829                           | |
| Б. Я. Княжнин             |                                | військовий губернатор                                                        | генерал-лейтенант      | 25 жовтня 1829 — 22 січня 1832      | |
| В. В. Левашов             |                                | Київський військовий губернатор, Подільський і Волинський генерал-губернатор | генерал-лейтенант      | 22 січня 1832 — 9 червня 1835       | |
| О. Д. Гур'єв              | Герб Київської губернії з 1856 | Київський військовий губернатор, Подільський і Волинський генерал-губернатор | генерал-лейтенант      | 9 червня 1835 — 15 листопада 1837   | |
| Д. Г. Бібіков             |                                | Київський військовий губернатор, Подільський і Волинський генерал-губернатор | генерал-лейтенант      | 1837 — 30 серпня 1852               | |
| І. І. Васильчиков         |                                | Київський військовий губернатор, Подільський і Волинський генерал-губернатор | генерал-ад'ютант       | 30 серпня 1852 — 12 листопада 1862  | |
| М. М. Анненков            |                                | Київський військовий губернатор, Подільський і Волинський генерал-губернатор | генерал-ад'ютант       | 6 грудня 1862 — січень 1865         | |
| О. П. Безак               |                                | Київський, Подільський і Волинський генерал-губернатор                       | генерал-ад'ютант       | 19 січня 1865 — 30 грудня 1868      | |
| М. Ф. Козлянінов          |                                | тимчасовий заступник генерал-губернатора                                     | генерал-лейтенант      | січень — лютий 1869                 | |
| О. М. Дондуков-Корсаков   |                                | Київський, Подільський і Волинський генерал-губернатор                       | генерал-ад'ютант       | 6 січня 1869 — 16 квітня 1878       | |
| М. І. Чертков             |                                | Київський, Подільський і Волинський генерал-губернатор                       | генерал-ад'ютант       | 16 квітня 1878 — 13 січня 1881      | |
| О. Р. Дрентельн           |                                | Київський, Подільський і Волинський генерал-губернатор                       | генерал-ад'ютант       | 13 січня 1881 — 15 липня 1888       | |
| О. П. Ігнатьєв            |                                | Київський, Подільський і Волинський генерал-губернатор                       | генерал-лейтенант      | 13 серпня 1889 — 7 грудня 1897      | Обійняв посаду 5 жовтня 1889 року. |
| М. І. Драгомиров          |                                | Київський, Подільський і Волинський генерал-губернатор                       | генерал-ад'ютант       | 1 січня 1898 — 10 вересня 1903      | |
| М. В. Клейгельс           |                                | Київський, Подільський і Волинський генерал-губернатор                       | генерал-ад'ютант       | 24 грудня 1903 — 19 жовтня 1905     | |
| В. О. Сухомлинов          |                                | Київський, Подільський і Волинський генерал-губернатор                       | генерал-ад'ютант       | 20 жовтня 1905 — 2 грудня 1908      | |
| Ф. Ф. Трепов              |                                | Київський, Подільський і Волинський генерал-губернатор                       | генерал-ад'ютант       | 18 грудня 1908 — 30 вересня 1914    | |

## Київські цивільні губернатори, київські губернатори (1864–1917)
| Прізвище               | Зображення                     | Назва посади         | Чин                      | Час правл.                         | Коментар                             |
| ---------------------- | ------------------------------ | -------------------- | ------------------------ | ---------------------------------- | ------------------------------------ |
| В. І. Красно-Мілашевич |                                | цивільний губернатор | дійсний статський радник | 1797–1800                          |                                      |
| О. Г. Теплов           |                                | цивільний губернатор | таємний радник           | 1800                               |                                      |
| М. С. Короб'їн         | Герб Київської губернії з 1856 | цивільний губернатор | дійсний статський радник | 1800–1802                          |                                      |
| П. П. Панкратьев       |                                | цивільний губернатор | дійсний статський радник | 1802–1810                          |                                      |
| Д. С. Ланськой         |                                | цивільний губернатор | дійсний статський радник | 17 травня 1810 — 1812              |                                      |
| О. Л. де Санті         | Герб Київської губернії з 1856 | цивільний губернатор | статський радник         | 1812–1814                          |                                      |
| П. С. Черепанов        | Герб Київської губернії з 1856 | цивільний губернатор | статський радник         | 1814–1817                          |                                      |
| Ф. В. Назімов          |                                | цивільний губернатор | дійсний статський радник | 1817–1820                          |                                      |
| І. Я. Бухарін          | Герб Київської губернії з 1856 | цивільний губернатор | дійсний статський радник | 1820–1822                          |                                      |
| І. Г. Ковальов         | Герб Київської губернії з 1856 | цивільний губернатор | дійсний статський радник | 1822–1828                          |                                      |
| В. С. Катеринич        | Герб Київської губернії з 1856 | цивільний губернатор | дійсний статський радник | 25 лютого 1828 — 2 травня 1832     |                                      |
| Д. М. Обрєсков         | Герб Київської губернії з 1856 | цивільний губернатор | дійсний статський радник | 2 травня 1832 — 4 червня 1832      |                                      |
| Г. С. Лашкарьов        | Герб Київської губернії з 1856 | цивільний губернатор | дійсний статський радник | 9 липня 1832 — 5 жовтня 1833       |                                      |
| О. О. Корнілов         | Герб Київської губернії з 1856 | цивільний губернатор | дійсний статський радник | 10 січня 1834 — 12 квітня 1835     |                                      |
| Ф. Л. Переверзєв       | Герб Київської губернії з 1856 | цивільний губернатор | дійсний статський радник | 1 грудня 1835 — 12 квітня 1839     |                                      |
| І. І. Фундуклей        |                                | цивільний губернатор | статський радник         | 12 квітня 1839 — 11 квітня 1852    |                                      |
| О. Д. Крівцов          | Герб Київської губернії з 1856 | цивільний губернатор | генерал-майор            | 21 квітня 1852 — 9 березня 1855    | Тимчасовий заступник.                |
| П. І. Гессе            | Герб Київської губернії з 1856 | цивільний губернатор | генерал-лейтенант        | 11 березня 1855 — 4 січня 1864     |                                      |
| М. Г. Казнаков         |                                | губернатор           | генерал-лейтенант        | 1864–1867                          |                                      |
| М. П. Ейлер            | Герб Київської губернії з 1856 | губернатор           | генерал-лейтенант        | 1867–1868                          |                                      |
| М. К. Катаказі         | Герб Київської губернії з 1856 | губернатор           | дійсний статський радник | 19 січня 1868 — 5 березня 1871     |                                      |
| М. П. Гессе            | Герб Київської губернії з 1856 | губернатор           | дійсний статський радник | 4 березня 1871 — 18 листопада 1881 |                                      |
| С. М. Гудим-Левкович   | Герб Київської губернії з 1856 | губернатор           | дійсний статський радник | 18 листопада 1881 — 22 травня 1885 | Обійняв посаду 17 лютого 1882 року.  |
| Л. П. Томара           |                                | губернатор           | таємний радник           | ЗО травня 1885 — 5 квітня 1898     |                                      |
| Ф. Ф. Трепов           |                                | губернатор           | генерал-ад'ютант         | 17 квітня 1898 — 10 квітня 1903    |                                      |
| П. С. Савич            |                                | губернатор           | генерал-майор            | 11 травня 1903 — 8 жовтня 1905     |                                      |
| О. О. Ватаці           | Герб Київської губернії з 1856 | губернатор           | генерал-майор            | 8 жовтня 1905 — 2 листопада 1905   |                                      |
| П. С. Савич            |                                | губернатор           | генерал-майор            | 2 листопада 1905 — травень 1906    |                                      |
| О. П. Веретєнніков     |                                | губернатор           | генерал-майор            | 15 серпня 1906 — 8 грудня 1906     | Обійняв посаду 12 вересня 1906 року. |
| П. Г. Курлов           |                                | губернатор           | генерал-лейтенант        | 18 грудня 1906 — 13 лютого 1907    | Тимчасовий губернатор.               |
| П. М. Ігнатьєв         |                                | губернатор           | статський радник         | лютий 1907 — 13 квітня 1909        | Обійняв посаду 3 березня 1907 року.  |
| М. М. Чихачьов         |                                | губернатор           | адмірал                  | квітень — травень 1909             | Тимчасовий управляючий губернією.    |
| О. Ф. Гирс             |                                | губернатор           | статський радник         | 18 травня 1909 — 12 листопада 1912 | Обійняв посаду 4 червня 1909 року.   |
| М. І. Суковкін         |                                | губернатор           | шталмейстер              | 17 грудня 1912 — листопад 1915     | Обійняв посаду 31 грудня 1912 року.  |
| О. М. Ігнатьєв         | Герб Київської губернії з 1856 | губернатор           | дійсний статський радник | листопад 1915 — березень 1917      |                                      |